# キラー・インサイド・ミー
『キラー・インサイド・ミー』（The Killer Inside Me）は、2010年のアメリカ合衆国の犯罪映画。監督はマイケル・ウィンターボトム、出演はケイシー・アフレックとジェシカ・アルバなど。原作は、ジム・トンプスンのノワール小説『ザ・キラー・インサイド・ミー』。同書の日本語訳は、村田勝彦訳の『内なる殺人者』（河出書房新社）と、三川基好訳の『おれの中の殺し屋』（扶桑社）がある。
同原作の映画化作品には1976年の『The Killer Inside Me』（監督：バート・ケネディ、主演：ステイシー・キーチ、日本劇場未公開）がある。

## ストーリー
1950年代の西テキサスの小さな田舎町を舞台に、人当たりのいい人望のある保安官助手が、あることをきっかけに隠されていた裏の顔を見せ、次々と殺人を犯して行くようになる姿を描く。

## キャスト
- ルー・フォード: ケイシー・アフレック - 保安官助手。
- エイミー・スタントン: ケイト・ハドソン - 教師。ルーの幼馴染みで恋人。
- ジョイス・レイクランド: ジェシカ・アルバ - 娼婦。
- ビリー・ボーイ・ウォーカー: ビル・プルマン - 弁護士。
- チェスター・コンウェイ: ネッド・ビーティ - 建築会社社長。町の有力者。
- ジョー・ロスマン: イライアス・コティーズ - 建築業評議会会長。
- ボブ・マプルズ: トム・バウアー - 保安官。
- ハワード・ヘンドリックス: サイモン・ベイカー - 郡検事。
- ホームレスの男: ブレント・ブリスコー - ルーの弱みを握る。
- ジェフ・プラマー: マシュー・マー（英語版） - 保安官助手。
- ジョニー・パパス: リアム・エイケン - ルーが目をかけている少年。
- エルマー・コンウェイ: ジェイ・R・ファーガソン（英語版） - チェスターの息子。ルーの同級生。ジョイスに入れあげている。

## 公開

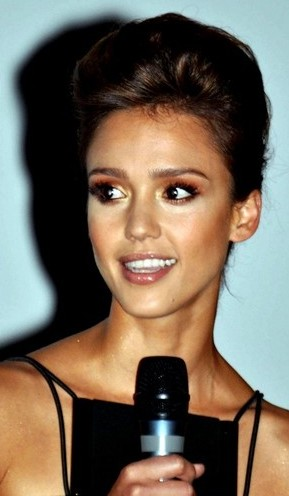
パリで映画をプレゼンするジェシカ・アルバ（2010年）

2010年1月24日にサンダンス映画祭でプレミア上映された。同月、IFCフィルムズが約150万ドルで権利を購入し、劇場公開とビデオ・オン・デマンド公開が告知された。2月には第60回ベルリン国際映画祭のコンペティション部門で上映され、金熊賞を争った。4月27日にはトライベッカ映画祭で上映された。6月18日よりアメリカ合衆国の劇場で限定公開がスタートした。

## 作品の評価
Rotten Tomatoesによれば、批評家の一致した見解は「『キラー・インサイド・ミー』はスタイリッシュで美しく撮られているが、マイケル・ウィンターボトムは登場人物から距離を置いているため、この残忍で暴力的な映画から重要な感情的背景を奪っている。」であり、128件の評論のうち高評価は55%にあたる70件で、平均して10点満点中5.69点を得ている。
Metacriticによれば、33件の評論のうち、高評価は15件、賛否混在は14件、低評価は4件で、平均して100点満点中53点を得ている。